# 祖赫語
祖赫語是屬於坎合巴祖赫語族的馬雅語，主要分布於瓜地馬拉西部。
實際上有兩種語言都叫做祖赫語。第一種是 San Sebastián Coatán 自治市祖赫語（ISO 639-3：cac），第二種為 San Mateo Ixtatán 自治市祖赫語（ISO 639-3：cnm），這兩種語言雖然都屬於坎合巴祖赫語族，然而兩個語言的差別已足以讓兩種「祖赫語」的使用者互不相通彼此的語言。
San Sebastián Coatán 自治市祖赫語主要使用於瓜地馬拉韋韋特南戈省西部，使用人數約為一萬九千多人；San Mateo Ixtatán 自治市祖赫語使用於韋韋特南戈省西部及墨西哥（隨著瓜地馬拉的流亡難民傳播過去），使用人數約為兩萬兩千人左右。在瓜地馬拉韋韋特南戈省的 San Mateo Ixtatán 自治市，由於居民的家中並不說西班牙語，許多當地的小孩一直到上學之前都還只會說祖赫語，此外由於圍繞 San Mateo Ixtatán 自治市的地區都操著不同於 San Mateo Ixtatán 自治市祖赫語的另一種馬雅語坎合巴語，就語言上來說，San Mateo Ixtatán 自治市也因此可說是一個與世隔絕的城市。

## 外部連結
- Ethnlogue entry for Chuj of Ixtatán
- Ethnologue entry for Chuj of San Sebastián Coatán （页面存档备份，存于）
- Academia de las Lenguas Mayas